# Plebicula rondouidimida
Plebicula rondouidimida är en fjärilsart som beskrevs av Ruggero Verity 1929. Plebicula rondouidimida ingår i släktet Plebicula och familjen juvelvingar. Inga underarter finns listade i Catalogue of Life.